# دین در کاستاریکا
Religion in Costa Rica (CIEP 2018)
کاتولیسیزم رومی دین رسمی کاستاریکا است.
ارزیابی Latinobarómetro در سال ۲۰۱۷ دریافت که ۵۷٪ از جمعیت خود را کاتولیک رومی، ۲۵٪ پروتستان و ۱۵٪ بدون دین می‌دانند و ۳٪ به دین دیگری پایبندند.